# Нойройтер, Мириам
Мириам Нойройтер (нем. Miriam Neureuther; в девичестве — Гёсснер (нем. Gössner); род. 21 июня 1990, Гармиш-Партенкирхен, Бавария) — немецкая биатлонистка и лыжница, серебряная призёрка чемпионата мира 2009 года по лыжным гонкам в эстафетной гонке, серебряная призёрка Олимпийских игр 2010 года в эстафетной гонке, двукратная чемпионка мира по биатлону в эстафетной гонке.
Завоевав в 2009 году серебряную медаль чемпионата мира по лыжным видам спорта в эстафете, Мириам дебютировала на этапах кубка мира по биатлону в 19 лет в сезоне 2009/2010, однако, заняв не слишком высокие места, не смогла отобраться на Олимпийские игры в Ванкувере в составе женской сборной Германии по биатлону и, обладая сильным лыжным ходом, перешла в том же сезоне в лыжные гонки, где сумела завоевать серебряную медаль Олимпийских игр в составе эстафетной четверки, добыв первую для себя олимпийскую медаль. Со следующего сезона молодой немке удалось наконец закрепиться в биатлонной сборной. Она показала хорошие результаты на старте сезона, дважды финишировав второй. В том же сезоне Мириам впервые в карьере стала чемпионкой мира, где немки стали первыми в эстафете в российском Ханты-Мансийске. Во втором полноценном биатлонном сезоне результаты спортсменки упали, однако она, как и годом ранее, завоевала золото домашнего чемпионата мира, пройдя отменно свой этап и став двукратной чемпионкой мира. В сезоне 2012/2013 Мириам, после ухода Магдалены Нойнер из спорта, стала лидером сборной. Она впервые выиграла личную гонку, победив с пятью промахами в пасюте, Нойройтер сумела дважды повторить свой результат, выиграв в двух спринтах на домашних этапах. Также Мириам дважды занимала второе место и один раз третье. По итогам сезона немка впервые в своей карьере сумела пробиться в топ-10 общего зачета кубка мира. В том же сезоне Гёсснер приняла участие и в чемпионате мира по лыжным гонкам, где заняла четвёртое место в гонке на 10 км свободным стилем, проиграв бронзовому призёру 0,5 секунд. Олимпийский сезон 2013/2014 Мириам почти полностью пропустила из-за травмы спины, полученной в результате падения с велосипеда во время подготовки к сезону. Немке также пришлось пропустить и Олимпийские игры. Впоследствии тяжелой травмы сезон 2014/2015 сложился для Нойройтер крайне неудачно: она заняли лишь 70-е место в общем зачете Кубка мира, а также пропустила Чемпионат мира. Потеряв место в составе основной сборной, Мириам вошла в состав резервной сборной на сезон 2015/2016.

## Биография
Мириам родилась в 1990 году на юге Германии в Гармиш-Партенкирхене. Мать — норвежка. Отец — немец. Гёсснер с детства стала заниматься спортом. Сначала она опробовала для себя горнолыжный спорт, однако в возрасте 14 лет Мириам неудачно упала, выбив себе пару зубов. После этого немка решила сконцентрироваться на более безопасных зимних видах спорта, сосредоточив своё внимание на биатлоне и лыжных гонках.

## Спортивная карьера
Первые серьёзные успехи на спортивном поприще пришли к Мириам в возрасте 18 лет — на чемпионате мира по биатлону среди юниоров 2008 года в Рупольдинге ей в составе эстафетной команды удалось завоевать первый для себя титул чемпионки мира. В следующем году на чемпионате мира среди юниоров 2009 года, проходившем в канадской провинции Альберта, Гёсснер удалось завоевать серебряную медаль в спринте и одержать победу в гонке преследования, при этом допустив 8 ошибок на огневых рубежах.
Поразительная скорость Мириам на лыжне не была оставлена без внимания тренерами национальной сборной Германии по лыжным гонкам. Гёсснер была включена в основной состав лыжегоночной команды для подготовки к чемпионату мира по лыжным видам спорта 2009 года, где ей в составе эстафетной команды удалось завоевать серебряную медаль.
После неудачного выступления Мириам на первом этапе Кубка мира по биатлону 2009/2010 гг., стало очевидно, что её шансы на попадание на предстоящие Олимпийские игры в Ванкувере в составе биатлонной команды ничтожно малы. Гёсснер, как и в прошлом году, сосредоточилась на выступлениях за лыжегоночную команду, что в итоге и принесло ей наивысшее на данный момент достижение в спортивной карьере: блестяще пробежав третий этап в женской эстафете 4х5 км, Мириам совместно с подругами по команде Катрин Целлер, Эви Захенбахер и Клаудией Нюстад завоевала серебряную олимпийскую медаль. 

В сезоне 2010/2011 гг. Гёсснер, несмотря на возражения тренерского штаба национальной сборной Германии по лыжным гонкам, вернулась в состав биатлонной команды, попутно заявив, что окончательный выбор между лыжными гонками и биатлоном будет сделан ей до начала 2011 года.

## Статистика выступлений в Кубке мира по биатлону

### Итоговая статистика выступления по сезонам
| Сезон     | Индивидуальные гонки | Индивидуальные гонки | Индивидуальные гонки | Спринтерские гонки | Спринтерские гонки | Спринтерские гонки | Гонки преследования | Гонки преследования | Гонки преследования | Гонки с общего старта | Гонки с общего старта | Гонки с общего старта | Общий зачёт | Общий зачёт | Общий зачёт |
| Сезон     | Гонки                | Очки                 | Место                | Гонки              | Очки               | Место              | Гонки               | Очки                | Место               | Гонки                 | Очки                  | Место                 | Гонки       | Очки        | Место       |
| --------- | -------------------- | -------------------- | -------------------- | ------------------ | ------------------ | ------------------ | ------------------- | ------------------- | ------------------- | --------------------- | --------------------- | --------------------- | ----------- | ----------- | ----------- |
| 2009—2010 | 1/4                  | 0                    | —                    | 1/10               | 0                  | —                  | 0/6                 | —                   | —                   | 0/5                   | —                     | —                     | 2/25        | 0           | —           |
| 2010—2011 | 3/4                  | 4                    | 66                   | 10/10              | 266                | 9                  | 7/7                 | 206                 | 9                   | 5/5                   | 117                   | 16                    | 25/26       | 593         | 14          |
| 2011—2012 | 3/3                  | 5                    | 61                   | 10/10              | 146                | 20                 | 8/8                 | 127                 | 20                  | 3/5                   | 44                    | 32                    | 24/26       | 322         | 27          |
| 2012—2013 | 3/3                  | 42                   | 24                   | 10/10              | 337                | 3                  | 6/8                 | 207                 | 13                  | 5/5                   | 160                   | 8                     | 24/26       | 746         | 9           |

### Все старты в рамках этапов Кубка мира
Включены чемпионаты мира и Олимпийские игры.
| Результат                  | Индивидуальные гонки | Спринт | Преследование | Масс-старт | Всего | Эстафеты | Смешанные эстафеты | Всего |
| -------------------------- | -------------------- | ------ | ------------- | ---------- | ----- | -------- | ------------------ | ----- |
| 1 место                    | 0                    | 2      | 1             | 0          | 3     | 4        | 0                  | 3     |
| 2 место                    | 0                    | 3      | 1             | 1          | 5     | 0        | 0                  | 0     |
| 3 место                    | 0                    | 1      | 0             | 0          | 1     | 2        | 0                  | 2     |
| Финиш в 10-ке              | 0                    | 10     | 8             | 3          | 21    | 10       | 3                  | 11    |
| Финиш в очках              | 6                    | 25     | 21            | 13         | 64    | 10       | 4                  | 12    |
| Вне очков                  | 4                    | 6      | 0             | —          | 10    | —        | —                  | —     |
| Старты                     | 10                   | 31     | 21            | 13         | 75    | 10       | 4                  | 14    |
| по состоянию на 07.04.2013 |                      |        |               |            |       |          |                    |       |

### Сезон2009/2010— дебют на этапахКубка мира
Дебют Мириам Гёсснер в Кубке мира по биатлону состоялся 2 декабря 2009 года на первом (и последнем для неё в сезоне) этапе, проходившем в шведском Остерсунде. Выступления Гёсснер на нём нельзя признать удачными: приняв участие в двух гонках, Мириам ни в одной из них не смогла заработать призовых очков, заняв 73 место в индивидуальной гонке и 58 место в спринте. После этого Гёсснер в сезоне 2009/2010 гг. в состав первой сборной Германии не вызывалась и сосредоточила свои силы на выступлениях за лыжегоночную команду.

### Сезон2010/2011— первые подиумы и первое золотоЧемпионата мира
| Результаты выступлений на этапах Кубка мира по биатлону 2010/2011 гг. | Результаты выступлений на этапах Кубка мира по биатлону 2010/2011 гг. | Результаты выступлений на этапах Кубка мира по биатлону 2010/2011 гг. | Результаты выступлений на этапах Кубка мира по биатлону 2010/2011 гг. | Результаты выступлений на этапах Кубка мира по биатлону 2010/2011 гг. | Результаты выступлений на этапах Кубка мира по биатлону 2010/2011 гг. | Результаты выступлений на этапах Кубка мира по биатлону 2010/2011 гг. | Результаты выступлений на этапах Кубка мира по биатлону 2010/2011 гг. | Результаты выступлений на этапах Кубка мира по биатлону 2010/2011 гг. |
| Этап                                                                  | Место проведения                                                      | Индивидуальная гонка                                                  | Спринтерская гонка                                                    | Гонка преследования                                                   | Гонка с общего старта                                                 | Эстафета 4 х 6 км                                                     | Смешанная эстафета                                                    |                                                                       |
| --------------------------------------------------------------------- | --------------------------------------------------------------------- | --------------------------------------------------------------------- | --------------------------------------------------------------------- | --------------------------------------------------------------------- | --------------------------------------------------------------------- | --------------------------------------------------------------------- | --------------------------------------------------------------------- | --------------------------------------------------------------------- |
| 1                                                                     | Эстерсунд                                                             | 39                                                                    | 2                                                                     | 2                                                                     | -                                                                     | -                                                                     | -                                                                     |                                                                       |
| 2                                                                     | Хохфильцен                                                            | -                                                                     | 18                                                                    | 25                                                                    | -                                                                     | DNS                                                                   | -                                                                     |                                                                       |
| 3                                                                     | Поклюка                                                               | 8                                                                     | 53                                                                    | 12                                                                    | -                                                                     | -                                                                     | 8                                                                     |                                                                       |
| 4                                                                     | Оберхоф                                                               | -                                                                     | 43                                                                    | -                                                                     | 19                                                                    | DNS                                                                   | -                                                                     |                                                                       |
| 5                                                                     | Рупольдинг                                                            | 39                                                                    | 17                                                                    | 22                                                                    | —                                                                     | -                                                                     | -                                                                     |                                                                       |
| 6                                                                     | Антхольц-Антерсельва                                                  | -                                                                     | 17                                                                    | -                                                                     | 28                                                                    | 3                                                                     | -                                                                     |                                                                       |
| 7                                                                     | Преск-Айл                                                             | -                                                                     | 21                                                                    | 29                                                                    | -                                                                     | -                                                                     | DNS                                                                   |                                                                       |
| 8                                                                     | Форт-Кент                                                             | -                                                                     | 2                                                                     | 10                                                                    | 14                                                                    | -                                                                     | -                                                                     |                                                                       |
| ЧМ                                                                    | Ханты-Мансийск                                                        | DNS                                                                   | 9                                                                     | 7                                                                     | 14                                                                    | 1                                                                     | DNS                                                                   |                                                                       |
| 9                                                                     | Хольменколлен                                                         | -                                                                     | 35                                                                    | 6                                                                     | 13                                                                    | -                                                                     | -                                                                     |                                                                       |
| Примечания: «—» — гонка не проводилась; «DNS» — не стартовала         |                                                                       |                                                                       |                                                                       |                                                                       |                                                                       |                                                                       |                                                                       |                                                                       |

Уже первые старты нового сезона принесли Гёсснер и первые в карьере призовые места: на этапе в шведском Остерсунде, который вновь открывал спортивный сезон, Мириам удалось не допустить ни одного промаха в спринтерской гонке и занять второе место, уступив финской спортсменке Кайсе Мякяряйнен порядка 19 секунд, а в гонке преследования — сохранить свои позиции, вновь пропустив вперёд лишь Мякяряйнен.
Однако, повторить свой успех Мириам удалось лишь в рамках восьмого этапа, проходившего в американском Форт-Кенте — в спринтерской гонке она вновь заняла второе место, уступив лишь соотечественнице Андрее Хенкель и опередив ещё одну титулованную представительницу бундесманшафт Магдалену Нойнер, занявшую третье место. Несмотря на посредственные результаты, показанные Гёсснер до этого, тренерский штаб сборной Германии, возглавляемый Уве Мюссиггангом, принял решение о включении Мириам в заявку для выступления на предстоящем чемпионате мира по биатлону.

### Сезон2011/2012— второе золотоЧемпионата мираи спад результатов
| \| 2011/12 Итоги \| 2011/12 Итоги \| Эстерсунд \| Эстерсунд \| Эстерсунд \| Хохфильцен \| Хохфильцен \| Хохфильцен \| Хохфильцен \| Хохфильцен \| Хохфильцен \| Оберхоф \| Оберхоф \| Оберхоф \| Нове-Место \| Нове-Место \| Нове-Место \| Антхольц \| Антхольц \| Антхольц \| Холменколлен \| Холменколлен \| Холменколлен \| Контиолахти \| Контиолахти \| Контиолахти \| ЧМ Рупольдинг \| ЧМ Рупольдинг \| ЧМ Рупольдинг \| ЧМ Рупольдинг \| ЧМ Рупольдинг \| ЧМ Рупольдинг \| Ханты-Мансийск \| Ханты-Мансийск \| Ханты-Мансийск \| \| Очков \| Место \| Инд \| Спр \| Пр \| Спр \| Пр \| Эст \| Спр \| Пр \| См \| Эст \| Спр \| МС \| Инд \| Спр \| Пр \| Спр \| МС \| Эст \| Спр \| Пр \| МС \| Спр \| Пр \| См \| См \| Спр \| Пр \| Инд \| Эст \| МС \| Спр \| Пр \| МС \| \| 322 \| 27 \| 43 \| 22 \| 38 \| 48 \| 38 \| — \| 42 \| 28 \| 5 \| — \| 37 \| — \| 58 \| 37 \| 11 \| 15 \| 30 \| 6 \| 15 \| 19 \| 20 \| 6 \| 20 \| 5 \| — \| 37 \| 22 \| 36 \| 1 \| — \| 16 \| 25 \| 29 \| |               |           |           |           |            |            |            |            |            |            |         |         |         |            |            |            |          |          |          |              |              |              |             |             |             |               |               |               |               |               |               |                |                |                |
| 2011/12 Итоги | 2011/12 Итоги | Эстерсунд | Эстерсунд | Эстерсунд | Хохфильцен | Хохфильцен | Хохфильцен | Хохфильцен | Хохфильцен | Хохфильцен | Оберхоф | Оберхоф | Оберхоф | Нове-Место | Нове-Место | Нове-Место | Антхольц | Антхольц | Антхольц | Холменколлен | Холменколлен | Холменколлен | Контиолахти | Контиолахти | Контиолахти | ЧМ Рупольдинг | ЧМ Рупольдинг | ЧМ Рупольдинг | ЧМ Рупольдинг | ЧМ Рупольдинг | ЧМ Рупольдинг | Ханты-Мансийск | Ханты-Мансийск | Ханты-Мансийск |
| Очков | Место         | Инд       | Спр       | Пр        | Спр        | Пр         | Эст        | Спр        | Пр         | См         | Эст     | Спр     | МС      | Инд        | Спр        | Пр         | Спр      | МС       | Эст      | Спр          | Пр           | МС           | Спр         | Пр          | См          | См            | Спр           | Пр            | Инд           | Эст           | МС            | Спр            | Пр             | МС             |
| 322 | 27            | 43        | 22        | 38        | 48         | 38         | —          | 42         | 28         | 5          | —       | 37      | —       | 58         | 37         | 11         | 15       | 30       | 6        | 15           | 19           | 20           | 6           | 20          | 5           | —             | 37            | 22            | 36            | 1             | —             | 16             | 25             | 29             |

На 1-м этапе в Эстерсунде Гёсснер, в индивидуальной гонке, заняла 43 место, с семью минутами штрафа. После провала в первой гонке сезона, Мириам, с пятью промахами, заняла 22-е в спринте, проиграв своей подруге Магдалене Нойнер 80,26 секунд. В гонке преследования немка сумела финишировать лишь на 38-м месте, промазав аж семь раз.
На втором этапе в спринте Мири финишировала только 48-й. В пасьюте Гёсснер сумела отыграть 10 позиций, финишировав 38-й.
3-й этап сложился для Мириам немного получше: в спринте немецкая спортсменка, с четырьмя промахами, была на 42-й позиции. Гонка преследования сложилась лучше: Гёсснер отыграла 14 мест и пришла к финишу 28. В смешанной эстафете тренеры немецкой сборной поставили Мири на 2-й этап. На стрельбу лежа Мириам потратила один запасной патрон, а вот со стойкой были большие проблемы: из восьми патронов немка закрыла лишь четыре мишени и отправилась на штрафной круг. В конечной счете Германия заняла скромное для себя 5-е место, уступив победителям команде России 70,8 секунд.
На 4-м этапе в Оберхофе Гёсснер участвовала лишь в спринте, где заняла итоговое 37 место.
5-й этап Мириам начала с 58 места в индивидуальной гонке, с семью минутами штрафа. В спринте немка была 37-й, а гонке преследования был большой прогресс: с 37-го места, которое Мири заняла в спринте, Гёсснер сумела подняться на 11-ю строчку, всего с один кругом штрафа.
На шестом этапе в спринте Мири, с двумя кругами штрафа, стала 15-й. В эстафете Германия вновь не показала хорошего результата, только шестое место. Гёсснер закрыла все мишени с тремя запасными патронами. Масс-старт Мириам закончила 30-й, промазав семь раз.
На следующем этапе немка вновь повторила 15-е место в спринте. В гонке преследования Мири пересекла линию финиша на 19-й позиции, допустив на каждом огневом рубеже по одному промаху. Масс-старт получился скомканным из-за пяти промахов. В итоге только 20-е место.
8-й этап в финском Контиолахти открывала смешанная эстафета, где команда Германии заняла вновь 5-е место. Мириам показала достаточно неплохую стрельбу: 5 из 5 в лежке, 5 из 5 (+2) в стойке. Спринт получился удачным: Мири финишировала 6-й, отстреляв на 0, а вот в пасьюте из-за ужасной стрельбы (8 промахов), Мириам заняла лишь 20-е место.
На чемпионате мира в Рупольдинге в спринте Гёсснер была только 37-й, из-за четырёх промахов. В пасьюте сумела отыграть 15 позиций и финишировать 22 (2 промаха). В индивидуальной гонке Мири удостоилась лишь 36-го места (5 штрафных минут). В эстафете Мириам блестяще провела свой этап и вместе с подругами по команде заняла 1-е место, что позволило 21-летней спортсменке стать 2-х кратной чемпионской мира.
На последнем этапе в Ханты-Мансийске Гёсснер была в спринте 16-й (1 промах), в гонке преследования, откатившись на 9 позиций, 25-й (6 промахов) и в масс-старте 29-й (9 промахов). В общем зачете Мириам Гёсснер финишировала на 27-м месте, набрав 322 очка.

### Сезон2012/2013— первые победы на этапахКубка мира
| |               |           |           |           |           |            |            |            |         |         |         |         |         |         |            |            |            |          |          |          |               |               |               |               |               |               |              |              |              |      |      |      |                |                |                |
| \| 2012/13 Итоги \| 2012/13 Итоги \| Эстерсунд \| Эстерсунд \| Эстерсунд \| Эстерсунд \| Хохфильцен \| Хохфильцен \| Хохфильцен \| Поклюка \| Поклюка \| Поклюка \| Оберхоф \| Оберхоф \| Оберхоф \| Рупольдинг \| Рупольдинг \| Рупольдинг \| Антхольц \| Антхольц \| Антхольц \| ЧМ Нове-Место \| ЧМ Нове-Место \| ЧМ Нове-Место \| ЧМ Нове-Место \| ЧМ Нове-Место \| ЧМ Нове-Место \| Холменколлен \| Холменколлен \| Холменколлен \| Сочи \| Сочи \| Сочи \| Ханты-Мансийск \| Ханты-Мансийск \| Ханты-Мансийск \| \| Очков \| Место \| См \| Инд \| Спр \| Пр \| Спр \| Пр \| Эст \| Спр \| Пр \| МС \| Эст \| Спр \| Пр \| Эст \| Спр \| МС \| Спр \| Пр \| Эст \| См \| Спр \| Пр \| Инд \| Эст \| МС \| Спр \| Пр \| МС \| Инд \| Спр \| Эст \| Спр \| Пр \| МС \| \| 746 \| 9 \| — \| 11 \| 45 \| 23 \| 9 \| 6 \| 4 \| 2 \| 1 \| 2 \| 3 \| 1 \| 10 \| 4 \| 1 \| 8 \| 62 \| — \| 1 \| 13 \| 6 \| 21 \| 35 \| 5 \| 6 \| 24 \| DNS \| 19 \| 35 \| 13 \| 1 \| 3 \| 5 \| 29 \| |               |           |           |           |           |            |            |            |         |         |         |         |         |         |            |            |            |          |          |          |               |               |               |               |               |               |              |              |              |      |      |      |                |                |                |
| 2012/13 Итоги | 2012/13 Итоги | Эстерсунд | Эстерсунд | Эстерсунд | Эстерсунд | Хохфильцен | Хохфильцен | Хохфильцен | Поклюка | Поклюка | Поклюка | Оберхоф | Оберхоф | Оберхоф | Рупольдинг | Рупольдинг | Рупольдинг | Антхольц | Антхольц | Антхольц | ЧМ Нове-Место | ЧМ Нове-Место | ЧМ Нове-Место | ЧМ Нове-Место | ЧМ Нове-Место | ЧМ Нове-Место | Холменколлен | Холменколлен | Холменколлен | Сочи | Сочи | Сочи | Ханты-Мансийск | Ханты-Мансийск | Ханты-Мансийск |
| Очков | Место         | См        | Инд       | Спр       | Пр        | Спр        | Пр         | Эст        | Спр     | Пр      | МС      | Эст     | Спр     | Пр      | Эст        | Спр        | МС         | Спр      | Пр       | Эст      | См            | Спр           | Пр            | Инд           | Эст           | МС            | Спр          | Пр           | МС           | Инд  | Спр  | Эст  | Спр            | Пр             | МС             |
| 746 | 9             | —         | 11        | 45        | 23        | 9          | 6          | 4          | 2       | 1       | 2       | 3       | 1       | 10      | 4          | 1          | 8          | 62       | —        | 1        | 13            | 6             | 21            | 35            | 5             | 6             | 24           | DNS          | 19           | 35   | 13   | 1    | 3              | 5              | 29             |

Сезон по традиции стартовал в шведском Эстерсунде. В первой гонке сезона — смешанной эстафете Мири участия не принимала, а команда Германии, за которую выступали Тина Бахман, Андреа Хенкель, Эрик Лессер и Симон Шемпп заняла четвёртое место, уступив триумфаторам — команде России 47.9 секунды. Первой гонкой для Мириам стала индивидуальная гонка, в которой немка заняла 11 место (4 минуты штрафа), отстав от победителя Туры Бергер почти на 4 минуты. Немецкая спортсменка показала ходом третье время, уступив только белоруске Дарье Домрачевой и финке Кайсе Мякярайнен. Примечательно, что во время гонки она потеряла зуб, который так и не удалось найти. После финиша Гёсснер прокомментировала это так: 
Вам смешно, а мне не очень приятно. Я потеряла свой зуб и из-за этого испытываю определенные неудобства. Это произошло на втором круге, и я не могла себе позволить остановиться. В дальнейшем там проехало слишком много биатлонисток, найти зуб не представлялось возможным. Хорошо, что дома у меня есть запасной.
Во второй гонке (спринте) результат был ещё хуже — только 45 место (5 кругов штрафа). В преследовании Мири, стартовавшая 45-й, сумела существенно продвинуться вперед, закончив гонку на итоговом 23 месте с четырьмя промахами (0+1+0+3).

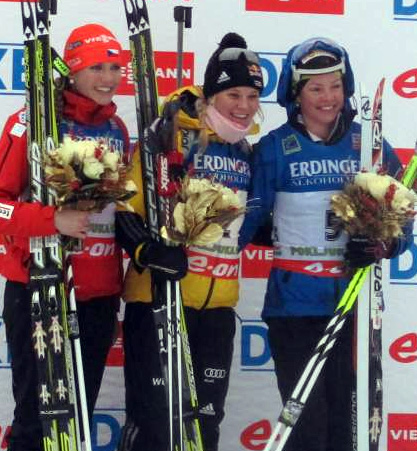
Первая победа Мириам в карьере, 15 декабря 2012 года

Второй этап Гёсснер начала с 9-го место в спринтерской гонке, набрав лишних 600 метров (4 промаха). В гонке преследования немке удалось продвинуться на 3 позиции — 6 место, уступив победителю — Сюннёве Сулемдаль 59.4 секунды. В гонке Мириам, как и в спринте, промахнулась четыре раза (1+1+1+1). В эстафете тренеры немецкой сборной, во главе с Уве Мюссиггангтом, поставили Мириам на второй этап. Гёсснер хорошо прошла лежку, а на стойке не помогли даже запасные патроны, и спортсменка отправилась на штрафной круг. Команда Германии заняла лишь 4-е место, проиграв норвежкам 45.4 секунды.

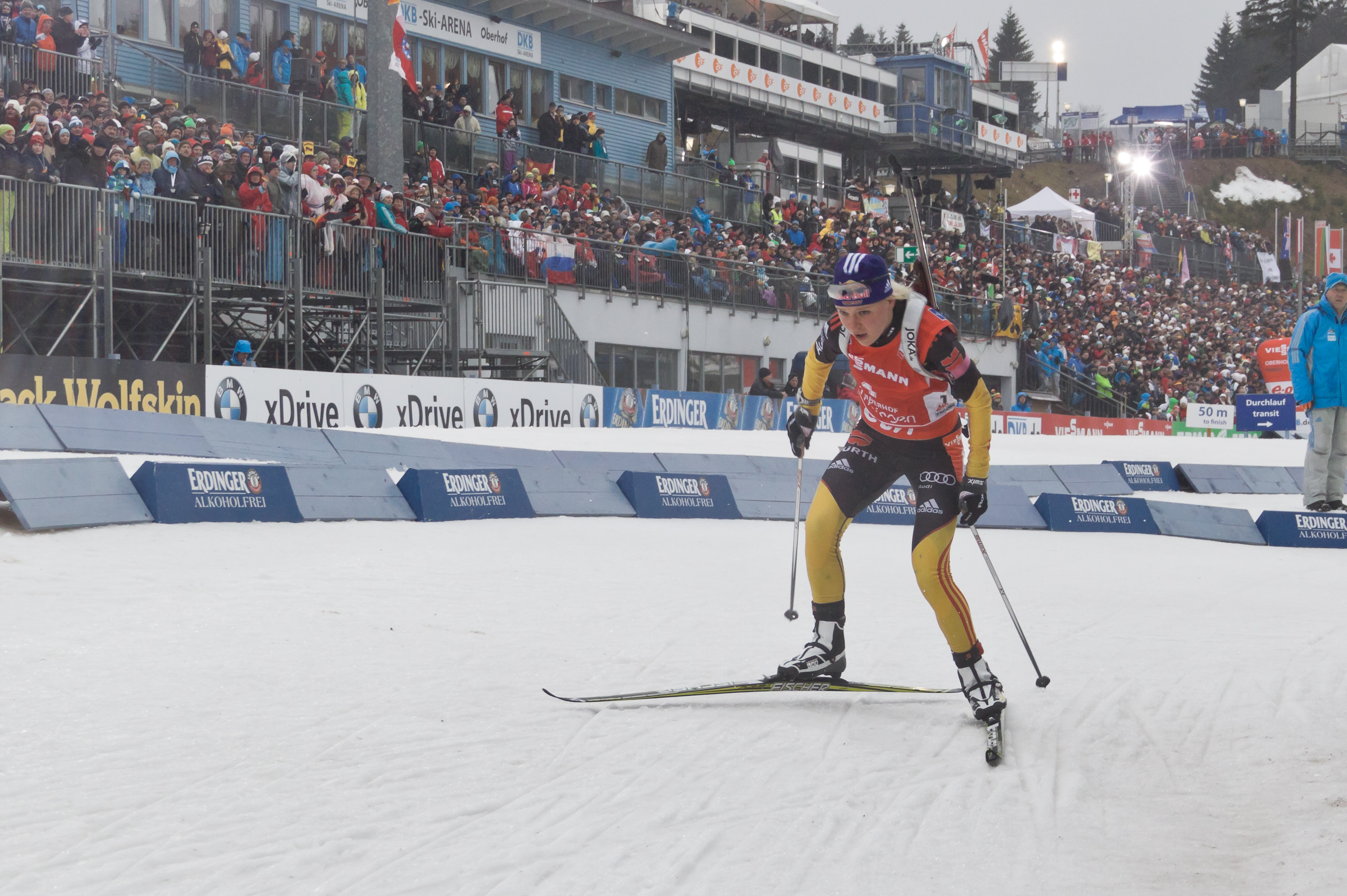
Мириам на четвёртом этапе кубка мира в немецком Оберхофе

Третий этап в словенской Поклюке для Мириам получился лучшим в карьере: в спринтерской гонке Мири, промазав дважды, финишировала на втором место, проиграв прошедшей на ноль стрельбу Габриэле Соукаловой 2.1 секунды. На следующий день, в пасьюте, Гёсснер одержала свою первую победу на этапах кубка мира, опередив Соукалову на 0.7 секуды. Мириам выиграла гонку аж с пятью промахами. Последний раз нечто подобное удавалось неудержимой Уши Дизль, которая в сезоне-2004/05 на этапе Кубка мира в родном Оберхофе отпраздновала победу в гонке преследования, также удлинив себе дистанцию на 750 метров. После знаменательной победы Мири сказала: 
Победа дает тебе невероятное чувство, хотя то же самое касается и второго места. Быть на подиуме — это тоже здорово. Не ожидала, что выиграю. Но я знаю, что когда ты делаешь свою работу, то у тебя есть шанс победить. Конечно, из-за ошибок на стрельбище мне пришлось больше бежать быстрее. Но я получила огромное удовольствие от гонки.

Через день после победы Мириам, вновь, заняла второе место в первом масс-старте сезоне, промахнувшись 4 раза (0+3+0+1). Выступления в Словении 22-летняя спортсменка прокомментировала так: 
Выходные получились отличными. Никогда не знаешь, что случится в будущем, поэтому надо наслаждаться каждым днем. Потому я всегда улыбаюсь и пребываю в отличном настроении. Именно поэтому я занимаюсь биатлоном.
Четвёртый этап, после новогодних каникул, по традиции принимал немецкий Оберхоф. Первой гонкой этапа стала эстафета. Сборная Германии, несмотря на экспериментальный состав, в родных стенах показала третий результат. Спустя два дня Гёсснер, в спринте, одержала свою вторую индивидуальную победу на этапах кубка мира. Мири опередила лидера общего зачета Кубка мира норвежку Туру Бергер в финишном створе на две секунды, зайдя на два штрафных круга. После второй победы Гёсснер сказала: 
Было бы здорово продолжить выступать на таком же уровне. Но это же биатлон, здесь может произойти всё что угодно. Что касается двух штрафных кругов, я немного потеряла уверенность в себе после промахов. Я даже начала думать, что смогу бороться максимум за первую пятёрку. И на последнем круге я бежала изо всех сил, и это сработало.

В гонке преследования на первый огневой рубеж немка пришла первой, опережая на несколько секунд Туру Бергер, однако не сумела закрыть ни одной мишени, отправившись на пять штрафных кругов. На втором рубеже Гёсснер промахнулась ещё два раза. В последующих двух стойках Мириам отправилась ещё на три штрафных круга (всего — 10), однако Мири сумела прорваться в 10-ку, показав лучший ход. По завершении преследования немка заявила: 
После пяти промахов на первой „лёжке“ я была обескуражена. Тем не менее старалась бороться до конца. Я могу хорошо стрелять, уже доказывала это. Такого количества промахов у меня не было довольно давно. Однако я довольна 10-м местом.
После четвёртого этапа Гёсснер переместилась на второе место общего зачета кубка мира.
Второй немецкий этап стартовал в баварском Рупольдинге. Как и в Оберхофе первой гонкой этапа стала — эстафета, где хозяйки сумели занять лишь четвёртое место, проиграв лидерам — норвежкам почти две минуты (+1:51.8). Тем не менее Мириам показала хороший результат. 22-летняя немка, как и предыдущие эстафеты сезона, бежала на втором этапе. Гёсснер приняла эстафету от Надин Хорхлер, отставая от лидера — команды Финляндии более, чем на 40 секунд. Первая стрельба получилась на ноль, вторая закончилась лишь с одним дополнительным патроном. В итоге Мири сумела отыграть отставание и передала эстафету лидером, показав лучшее время второго этапа. Однако в дальнейшем немки не сумели развить преимущество и на финише пропустили девушек из Норвегии, России и Чехии. На первом личном старте Мириам выиграла второй спринт подряд, опередив белоруску Дарью Домрачеву на семь секунд. Немка допустила один промах из положения стоя, закрыв все в лежке. Благодаря этой победе Мири возглавила спринтерский зачет кубка мира, опережая Туру Бергер на одно очко. После успешного выступления в короткой гонке, Гёсснер заняла восьмое место во втором масс-старте сезона, допустив шесть промахов: четыре на лежке и два на стойке. Примечательно стало то, что для Мири эта была 9-я подряд гонка с лучшим временем. Нечто подобное в последний раз удавалось подруге Гёсснер — Магдалене Нойнер в сезоне 2007/08.

Через четыре дня после завершения Баварского этапа в Рупольдинге, стартовал последний перед чемпионатом мира этап в итальянской Антерсельве. Первой гонкой итальянского этапа был спринт на 7.5 км, в котором Мириам впервые выступала в красной майки лидера малого хрустального глобуса. Гонка получилась провальной из-за неудачной стрельбы: 3 промаха на первом стрельбище и 4 на втором (7 промахов), а также падения. Несмотря, вновь, на лучших ход немка не смогла отобраться в гонку преследования, заняв 62 место. После сверх неудачного спринта Мири вновь отдала красную майку лидера Туре Бергер, а также в борьбе за большой хрустальный глобус пропустила вперед Дарью Домрачеву, откатившись на третью позицию. Последней гонкой перед чемпионатом мира в Нове-Место была эстафета. Не бежав в пасьюте, Мириам по традиции бежала второй этап. Гёсснер приняла эстафету у Франциски Хильдебранд, находясь на третьем месте, позади Польши и Франции. Немка сумела отыграть отставание от француженок, и прийти на первый рубеж находясь на втором месте. Стрельбу из положения лежа Мири с трудностями поразила, потратив все три запасных патрона, и находясь в 36 секундах от лидера. На стойке была почти идеальная стрельба. Немке понадобился лишь один запасной патрон. Выйдя со второго огневого рубежа на третьей позиции, проигрывая 21 секунду. Благодаря феноменальной скорости Мири сумела ликвидировать почти все отставание, передав эстафету Надин Хорхлер в четырёх секундах от лидеров. Надин очень уверенно прошла свой этап, закрыв все 10 из 10, и передав эстафету Андреа Хенкель, находясь на первом месте. Хенкель преимущество не растеряла и Германии финишировала на первом месте. После удачного выступления с командой в эстафете Гёсснер рассказала о своей подготовки к чемпионату мира: 
Нужно постараться совместить приятное с полезным. Во-первых, неплохо бы немного отдохнуть. Вначале поеду на пару дней домой, чтобы провести время со своей семьёй, потом отправлюсь в Оберхоф, где пройдёт сбор нашей команды. Мне очень хочется подойти к мировому первенству в хорошей форме, а для этого нужно серьёзно потрудиться.

7 февраля стартовал Чемпионат мира, первой гонкой которого была смешанная эстафета. Тренеры Германии заранее определили состав: на первом этапе бежала Андреа Хенкель, на втором — Мириам Гёсснер, на третьем — Симон Шемпп и закрывал эстафету — Андреас Бирнбахер. С самого начала гонки у немецкой команды дела не заладились: Хенкель была не слишком быстра и передала эстафету Мириам, получив отставание от лидеров более 40 секунд. Гёсснер, неожиданно для всех, ходом была только десятой. Также были проблемы со стрельбой: на лежке с помощью дополнительного патрона немка справилась, а на стойке Мири удалось закрыть только четыре мишени, отправившись на штрафной круг. Гёсснер передала эстафету Шемппу спустя 96 секунд после лидера. В итоге Германии заняла только 13 место. После провала в смешанной эстафете, Мириам удостоилась шестого места в спринтерской гонке, отстав от победителя — Елены Пидгрушной на 33.1 секунды. Немка промахнулась два раза (2+0). Гёсснер показала второй ход, проиграв Туре Бергер 1.4 секунды. На следующий день, в преследовании, немка заняла лишь 21-е место. Мириам допустила 6 промахов (3+1+1+1), а также показала лишь восьмой ход, проиграв лидеру Дарье Домрачевой 20.9 секунд. После неудачного старта всей сборной Германии Гёсснер заявила: 
Не думаю, что сборная Германии находится в кризисе. Не понимаю, почему я должна быть разочарована. Наоборот, сейчас я еще более мотивирована на вторую половину чемпионата мира. Конечно, очень хотелось бы завоевать медаль.
Вторую часть чемпионата Мири начала с 35-го места в индивидуальной гонке на 15 км. Немка допустила 6 промахов на огневых рубежах и проиграла победителю — Туре Бергер 5 минут 43 секунды. Ходом Гёсснер была третьей, уступив только Кайсе Мякярайнен и Дарье Домрачевой. Через день после завершения индивидуальной гонке, Мириам вместе с Франциской Хильдебранд, Лаурой Дальмайер и Андреа Хенкель заняла пятое место в эстафете. Команда Германии отстала от победителя — команды Норвегии на 30.9 секунды. В последней гонке Чемпионата мира (масс-старте) Гёсснер заняла шестое место. Мириам промахнулась четыре раза (0+1+0+3) и уступила победителю белоруске Дарье Домрачевой 52 секунды.
После завершения Чемпионата мира по биатлону Мириам отправилась в итальянский Валь-ди-Фьемме на Чемпионат мира по лыжным видам спорта, где показала весьма неплохие результаты в гонке на 10 км свободным стилем (см. ниже). Несмотря на участие в эстафетной гонке на Чемпионате мира по лыжным видам спорта, которая прошла 28 февраля, Гёсснер сумела выступить на 7-м этапе кубка мира по биатлону, который стартовал уже на следующий день (1 марта). В спринте 22-летняя немка показала только 24 результат, промазав три раза (2+1). После не столь удачной гонки Мириам заявила, что может пропустить гонку преследования из-за усталости. На следующий день немка официально отказалась от участия в преследовании. Также под вопросом было участие Мириам в масс-старте, однако Гёсснер вышла на старт. Из-за накопившейся усталости немка с пятью промахами (2+1+1+1) заняла лишь 19 место, показав ходом только 15 результат.
Последующий предолимпийский этап проходил в российском Сочи. В первой гонке — индивидуальной гонке, которая была последней в сезоне, Гёсснер с шестью штрафными минутами заняла только 35 место. В общем зачете индивидуальных гонок Мириам заняла 24-е место, набрав 42 очка. Через день после длиной гонки немка заняла 13 место в спринте c тремя промахами (1+2), показав второй ход на дистанции. В последней эстафете сезона Гёсснер вместе с Андреа Хенкель, Эви Захенбахер-Штеле и Лаурой Дальмайер заняла первое место. По итогом эстафетного зачета немки заняли третье место вслед за командами Норвегии и Украины.
В первой гонке (спринте) заключительного этапа сезона в Ханты-Мансийске Гёсснер заняла третье место с одним промахом, пропустив вперед соотечественницу Андреа Хенкель и чешку Габриэлу Соукалову. В зачете спринтерских гонок Мириам заняла третье место в сезоне, набрав 337 очков. В спринтерских гонках немка поднималась на подиум четыре раза: дважды на верхнюю ступень пьедестала и по разу становилась второй и третьей. В гонке преследования Мириам откатилась на две позиции, заняв пятое место с тремя промахами. В общем зачете преследования Мири заняла 13-е место с 207 очками. В заключительной гонке сезона — масс-старте Мириам начала достаточно уверенно, однако уже на первой стрельбе допустила четыре промаха (600 метров). На трёх последующих рубежах Гёсснер допустила ещё четыре промаха и финишировала только на 29-й позиции. В
зачете масс-стартов немка заняла восьмое место. В общем зачете Мириам Гёсснер финишировала на 9-м месте, показав лучший на данный момент результат в карьере.

### Сезон2013/2014— пропускОлимпиады
| \| 2013/14 Итоги \| 2013/14 Итоги \| Эстерсунд \| Эстерсунд \| Эстерсунд \| Эстерсунд \| Хохфильцен \| Хохфильцен \| Хохфильцен \| Анси \| Анси \| Анси \| Оберхоф \| Оберхоф \| Оберхоф \| Рупольдинг \| Рупольдинг \| Рупольдинг \| Антхольц \| Антхольц \| Антхольц \| Зимние Олимпийские Игры \| Зимние Олимпийские Игры \| Зимние Олимпийские Игры \| Зимние Олимпийские Игры \| Зимние Олимпийские Игры \| Зимние Олимпийские Игры \| Поклюка \| Поклюка \| Поклюка \| Контиолахти \| Контиолахти \| Контиолахти \| Холменколлен \| Холменколлен \| Холменколлен \| \| Очков \| Место \| См \| Инд \| Спр \| Пр \| Спр \| Эст \| Пр \| Эст \| Спр \| Пр \| Спр \| Пр \| МС \| Эст \| Инд \| Пр \| Спр \| Пр \| Эст \| См \| Спр \| Пр \| Инд \| Эст \| МС \| Спр \| Пр \| МС \| См \| Спр \| Пр \| Спр \| Пр \| МС \| \| 0 \| — \| — \| DNS \| 48 \| — \| 47 \| — \| 58 \| — \| — \| — \| 53 \| — \| — \| — \| — \| — \| — \| — \| — \| — \| — \| — \| — \| — \| — \| — \| — \| — \| — \| — \| — \| — \| — \| — \| |               |           |           |           |           |            |            |            |      |      |      |         |         |         |            |            |            |          |          |          |                         |                         |                         |                         |                         |                         |         |         |         |             |             |             |              |              |              |
| 2013/14 Итоги | 2013/14 Итоги | Эстерсунд | Эстерсунд | Эстерсунд | Эстерсунд | Хохфильцен | Хохфильцен | Хохфильцен | Анси | Анси | Анси | Оберхоф | Оберхоф | Оберхоф | Рупольдинг | Рупольдинг | Рупольдинг | Антхольц | Антхольц | Антхольц | Зимние Олимпийские Игры | Зимние Олимпийские Игры | Зимние Олимпийские Игры | Зимние Олимпийские Игры | Зимние Олимпийские Игры | Зимние Олимпийские Игры | Поклюка | Поклюка | Поклюка | Контиолахти | Контиолахти | Контиолахти | Холменколлен | Холменколлен | Холменколлен |
| Очков | Место         | См        | Инд       | Спр       | Пр        | Спр        | Эст        | Пр         | Эст  | Спр  | Пр   | Спр     | Пр      | МС      | Эст        | Инд        | Пр         | Спр      | Пр       | Эст      | См                      | Спр                     | Пр                      | Инд                     | Эст                     | МС                      | Спр     | Пр      | МС      | См          | Спр         | Пр          | Спр          | Пр           | МС           |
| 0 | —             | —         | DNS       | 48        | —         | 47         | —          | 58         | —    | —    | —    | 53      | —       | —       | —          | —          | —          | —        | —        | —        | —                       | —                       | —                       | —                       | —                       | —                       | —       | —       | —       | —           | —           | —           | —            | —            | —            |

В мае при подготовке к олимпийскому сезону Мириам, упав с велосипеда, получила травму позвоночника. Гёсснер была вынуждена пропустить 6-8 недель, также немка пропустила сбор команды в Обертиллиахе. В конце июля Мириам впервые после травмы провела несколько силовых тренировок. В августе с Гёсснер стал работать новый тренер по стрелковой подготовке — Йоар Химле.

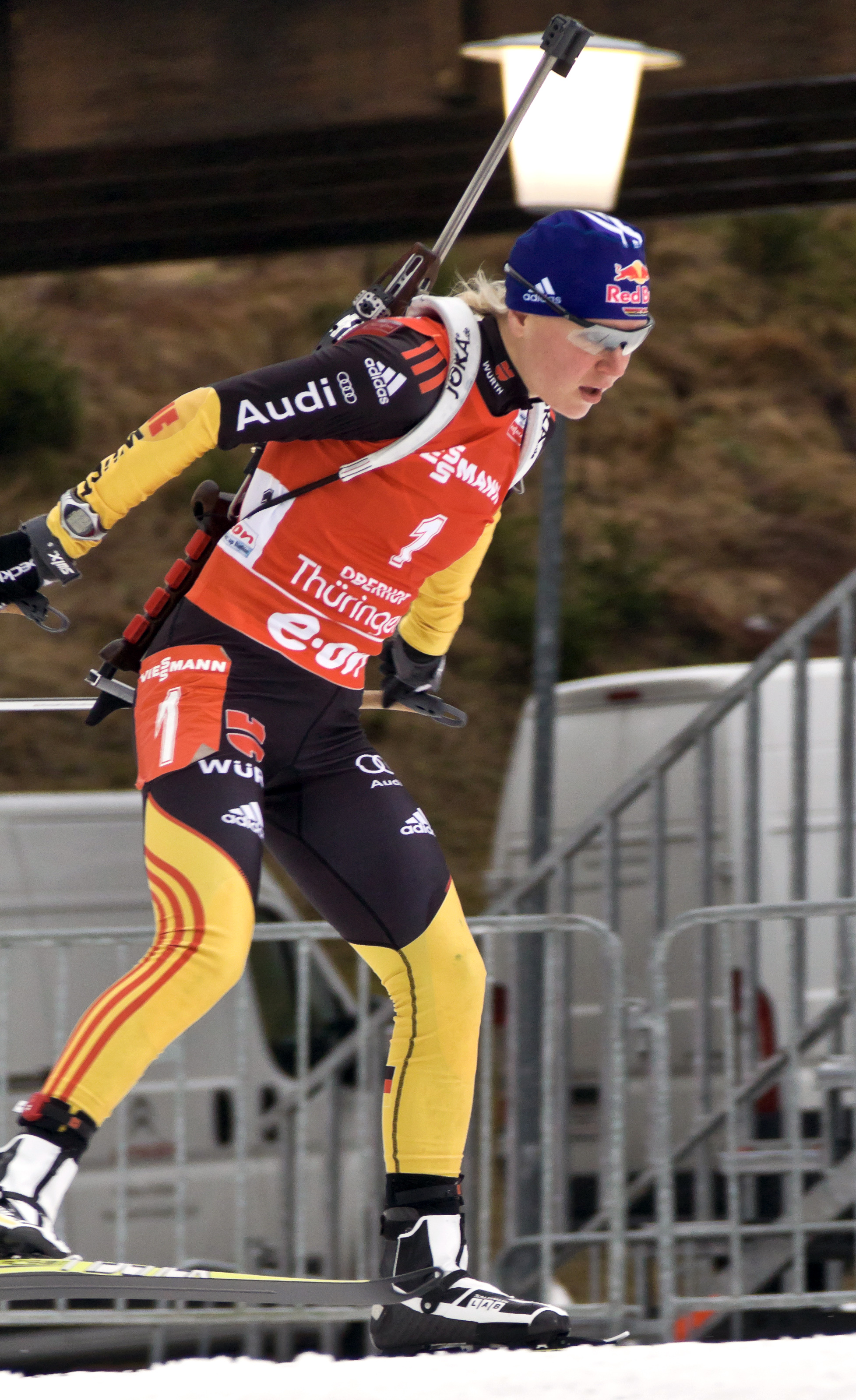
Гёсснер в 2013 году

Перед стартом сезона Гёсснер, заявила, что впоследствии травмы начнет выступать в полную силу только с января. А также не исключила, что может пропускать некоторые гонки Кубка мира, делая акцент на Олимпийские игры. Так на первом этапе Мириам пропустила две стартовые гонки: смешанную эстафету и индивидуальную гонку. Первой в сезоне гонкой для Гёсснер стал спринт, где немка с четырьмя промахами (2+2) заняла 48-е место. Ходом 23-летняя спортсменка стала 15-й (+31,7). На следующий день при сильном ветре стартовала гонка преследования, однако после двух огневых рубежей жюри Международного союза биатлонистов решило остановить соревнования. Перед началом второго этапа, который проходил в Хохфильцене, было известно, что Мириам пропустит эстафету и будет готовиться к спринту и пасьюту. В спринтерской гонке Гёсснер стала лишь 47-й (2+3), а в преследования, откатившись на 11 мест, заняла 58-е место с десятью промахами. По завершении этапа в Австрии, Мириам вместе с командой отправилась на заключительный этап 2013 года во французский Анси, однако из-за обострившейся боли в спине не выступила ни в одной гонке. Пропустив этап во Франции, Гёсснер вернулась на домашний этап в Оберхоф. В спринте немка заняла лишь 53-е место, уступив ходом две минуты. На следующий день на специальной пресс-конференции Мириам объявила о досрочном завершении сезона и пропуску Олимпийских игр из-за болей в спине:
Я с огромным сожалением вынуждена сообщить, что для меня этот сезон закончен. Таким образом, я не выступлю на Олимпиаде в Сочи. Боль в спине до сих пор не оставляет меня, как я ни старалась её побороть. Я счастлива, что смогла встать на ноги и не осталась прикованной к инвалидной коляске, но пока принимать участие в соревнованиях не могу.
После отказа от участия в главном старте четырёхлетия, Гёсснер сообщила, что рассчитывает вернуться на мартовские этапы Кубка мира. Однако на заключительные этапы Кубка мира немка также не выступала, решив сосредоточиться на подготовке к следующему сезону.

### Сезон2014/2015— попытка вернуться в элиту
В мае 2014 года тренеры немецкой сборной назвали состав команды на новый сезон, куда вошла и Гёсснер, которая заявила, что в мае вернется к полноценным тренировкам. В начале сентября стало известно, что 24-летняя немка примет участие в Чемпионате Германии. В первой гонке — лыжной гонке на 10 км Мириам заняла шестую позицию. На следующий день Гёсснер в спринте финишировала лишь на тринадцатом месте, уступив победителю Надин Хорхлер порядка четырёх минут. Мириам допустила 7 промахов (4+3). Из-за неудачного результата в спринте Мири решила отказаться от участия в гонке преследования. В эстафете Гёсснер упала и была вынуждена пропустить несколько дней из-за сотрясения мозга. Оправившись от травмы, Мириам выиграла контрольный спринт сборной Германии и вошла в состав команды на первый этап кубка мира.
Пропустив стартовую гонку сезона — смешанную эстафету в Эстерсунде, Мириам выступила в первой личной гонке нового сезона — в индивидуальной гонке, старт на кубке мира был для Гёсснер первый с января 2014 года. Немка стартовала под поздним 66 номером, когда из-за теплой погоды лыжня была разбита. Мириам выступила неудачно, заняв лишь 68 место. В гонке Гёсснер промахнулась 7 раз (2+2+2+1). Не добившись значительных успехов в течение сезона, биатлонистка так не вошла в состав сборной на ЧМ в Контиолахти.

### Сезон2015/2016— возвращение на подиум
После провального сезона 2014/15, в котором Мириам в общем зачете
заняла лишь 71 место, набрав только 30 очков (немка сумела лишь в четырёх из тринадцати гонок набрать очки), а также пропустила Чемпионат мира, тренеры сборной Германии для подготовки к новому сезону определили Гёсснер в резервную сборную.

## Чемпионат мира по лыжным видам спорта 2013— полсекунды до медали
В начале февраля стало известно, что Мириам примет участие в лыжных гонках на чемпионате мира по лыжным видам спорта в итальянском Валь-ди-Фьемме. Гёсснер выступила в эстафете и гонке на 10 км свободным стилем. 26 февраля состоялась гонка свободным стилем на 10 км, в котором Мириам заняла 4-е место, проиграв занявшей третье место россиянке Юлии Чекалёвой 0,5 сек. Своё выступления Мириам прокомментировала так: 
Я не придумывала тактику, а просто старалась бежать так быстро, как могу. Я хотела выложиться на 100 %, а потом смотреть, какое место займу. Конечно, очень обидно проиграть меньше секунды бронзовому призёру. Но я в любом случае рада, что предоставилась возможность сравнить свои кондиции с формой лучших лыжниц мира. Я уже давно не соревновалась с чистыми лыжницами.
28 февраля состоялась эстафета. Мириам вместе с Николь Фессель, Катрин Целлер и Дениз Херрман заняла 7-е место. После двух гонок чемпионата мира Гёсснер покинула Валь-ди-Фьемме, отправившись в Хольменколлен на 7-й этап кубка мира по биатлону.

## Личная жизнь
Помимо родного немецкого языка, Мириам также владеет английским и норвежским.
Одним из спонсором Гёсснер является известный производитель энергетических напитков «Red Bull», с которым спортсменка сотрудничает с 2011 года. До этого биатлонистка сотрудничала с пивной немецкий компанией «Erdinger».
Летом 2012 года Гёсснер покорила наивысшую вершину Западной Европы — гору Монблан, высота которой составляет 4810 метров.
В январе 2013 года Гёсснер рассказала о планах в будущем переехать на постоянное место жительства в Норвегию на родину своей матери, но выступать до конца карьеры за Германию.
С 2013 года встречалась с горнолыжником Феликсом Нойройтером. До этого Мириам встречалась с биатлонистом Симоном Шемппом (с 2008 по 2011 годы).
В феврале 2014 года Мириам Гёсснер приняла участие в фотосессии для журнала мужского журнала Playboy.
В августе 2014 года Гёсснер вместе с Кайсой Мякяряйнен и Франциской Хильдебранд приняла участия в Ice Bucket Challenge.
В 2015 году Гёсснер построила собственный дом в Шушёэне (Норвегия), где ранее проживала её мать.
9 апреля 2017 года Мириам опубликовала запись в микроблоге Instagram, в котором сообщила, что она и её молодой человек Феликс Нойройтер в скором времени станут родителями.
14 октября 2017 года родила дочь Матильду. 27 декабря 2017 года пара сыграла свадьбу.